# Inkheart - La leggenda di cuore d'inchiostro
Inkheart - La leggenda di cuore d'inchiostro (Inkheart) è un film del 2008 diretto da Iain Softley, basato sul romanzo Cuore d'inchiostro (primo volume della tetralogia del Mondo d'Inchiostro) scritto da Cornelia Funke.

## Trama
(Prologo)
Il rilegatore Mortimer Folchart e sua figlia Meggie visitano una libreria antiquaria in Europa: quest'ultima pensa che si tratti solamente di lavoro, ma in realtà suo padre sta cercando una copia del libro Inkheart. Poco dopo averlo trovato, di fronte a Meggie appaiono la martora cornuta Gwin e il mangiafuoco Dita di Polvere, che sostiene di conoscere Mortimer. Dita di Polvere chiede a quest'ultimo di riparare «all'errore commesso nove anni fa»; lo avverte che un certo Capricorno sa dove lui e sua figlia abitano, e che lo stesso Capricorno vuole che legga per lui. Dita di Polvere promette a Mortimer di aiutarlo a nascondersi se lui lo rimanderà a casa, ma sono anni che Mortimer rifiuta di leggere ad alta voce, cioè da quando sua moglie Theresa è scomparsa. Mortimer fugge con Meggie in Italia dove vive Elinor Loredan, la prozia materna della giovane.
In una notte di pioggia, Dita di Polvere si presenta alla villa dicendo a Mortimer che ha dovuto rivolgersi a Capricorno, il quale gli ha promesso di aiutarlo. Subito dopo arrivano alcuni scagnozzi di Capricorno, che devastano la biblioteca e bruciano i libri, per poi rapire Mortimer, Meggie ed Elinor e portarli dal loro capo in un paesino abbandonato in mezzo alle montagne. Imprigionati, Mortimer confessa alle due di essere una Lingua di Fata e, quando ancora non sapeva di esserlo, aveva letto alla figlia ad alta voce il romanzo Inkheart, che aveva comprato con la moglie: all'improvviso comparvero i personaggi del violento e malvagio bandito Capricorno, il suo compare Basta, infine il mangiafuoco giramondo dai poteri magici Dita di Polvere; dopo che quest'ultimo mise in fuga i banditi, Mortimer scoprì purtroppo che Theresa era scomparsa. Questo infatti è il prezzo da pagare per portare alla realtà i personaggi di fantasia: una persona deve prenderne il posto all'interno del libro. Quella fu l'ultima volta che Mortimer lesse per Meggie.
Convocati da Capricorno, egli spiega che fino a quel momento si è affidato a un'altra Lingua di Fata, Dario, che però è balbuziente e quindi richiama i personaggi con delle imperfezioni (ad esempio con delle frasi tatuate addosso). Per saggiare i poteri di Mortimer, Capricorno gli ordina di leggere il racconto Alì Babà e i quaranta ladroni, facendo così materializzare il tesoro della grotta e anche uno dei ladroni, Farid. A quel punto Dita di Polvere vorrebbe che Capricorno rispettasse il patto e lo rimandasse a casa, ma per tutta risposta Capricorno brucia il libro, come aveva fatto con tutte le altre copie: infatti non ha intenzione di tornarci, poiché preferisce le comodità del mondo moderno. Scoraggiato, Dita di Polvere si reca nelle cucine del castello, dove incontra una donna muta che si rivela essere Theresa la quale, essendo stata richiamata da Dario, è riemersa senza voce. Nuovamente intrappolata insieme a Mortimer ed Elinor, a Meggie viene in mente che Fenoglio, l'autore di Inkheart, potrebbe possedere un'altra copia del libro. Così Mortimer utilizza il suo potere per far materializzare il tornado de Il mago di Oz (che Dita di Polvere aveva preservato dalla devastazione della biblioteca), permettendo a tutti i prigionieri (compresi Dita di Polvere e Farid) di fuggire.
Arrivati ad Alassio, Mo e Meggie incontrano Fenoglio, l'autore del libro. Dopo avergli spiegato la situazione ed avergli fatto passare lo scetticismo, ottengono il suo aiuto e il manoscritto originale; dopo averlo ottenuto, Dita di Polvere rivela a Mortimer che Theresa è prigioniera di Capricorno, poi stringe un accordo per essere rimandato a casa una volta salvata la donna, quindi partono per il castello nascondendo Farid nel bagagliaio.  Durante la notte Meggie, lasciata alle cure di Fenoglio, legge nuovamente Il mago di Oz facendo apparire il cane Toto, scoprendo così di essere anch'essa una Lingua di Fata. Meggie e Fenoglio vengono catturati dagli scagnozzi di Capricorno, che intende utilizzare i poteri di Meggie per evocare L'Ombra, un essere distruttore fatto dalle ceneri delle sue vittime. Durante la prigionia, Fenoglio rivela a Meggie che desidera tanto vivere nel mondo da lui creato.
Quella sera, Meggie viene costretta a evocare L'Ombra: tuttavia, pronunciando parole diverse da quelle del libro, riesce a far rivoltare la creatura contro il suo padrone, che si sbriciola in una nuvola di cenere insieme ai suoi scagnozzi. Una volta fatta sparire L'Ombra, Meggie riesce a far ritornare nei propri libri tutte le creature evocate (tranne Dita di Polvere e Farid, in quel momento non presenti), esaudire il sogno di Fenoglio e restituire la voce a sua madre. Dita di Polvere si allontana triste, consapevole che Mortimer non rischierà di perdere nuovamente Theresa per rimandare lui indietro; viene però raggiunto da Farid, che gli propone di cercare un'altra Lingua di Fata disposta a rimandarlo nel libro. Poco dopo i due vengono raggiunti da Mortimer, deciso a mantenere la promessa fatta, quindi Dita di Polvere può tornare da sua moglie Roxanne e dalla loro figlia, mentre Farid decide di rimanere nel mondo reale e chiede a Meggie di insegnargli a leggere.

## Produzione

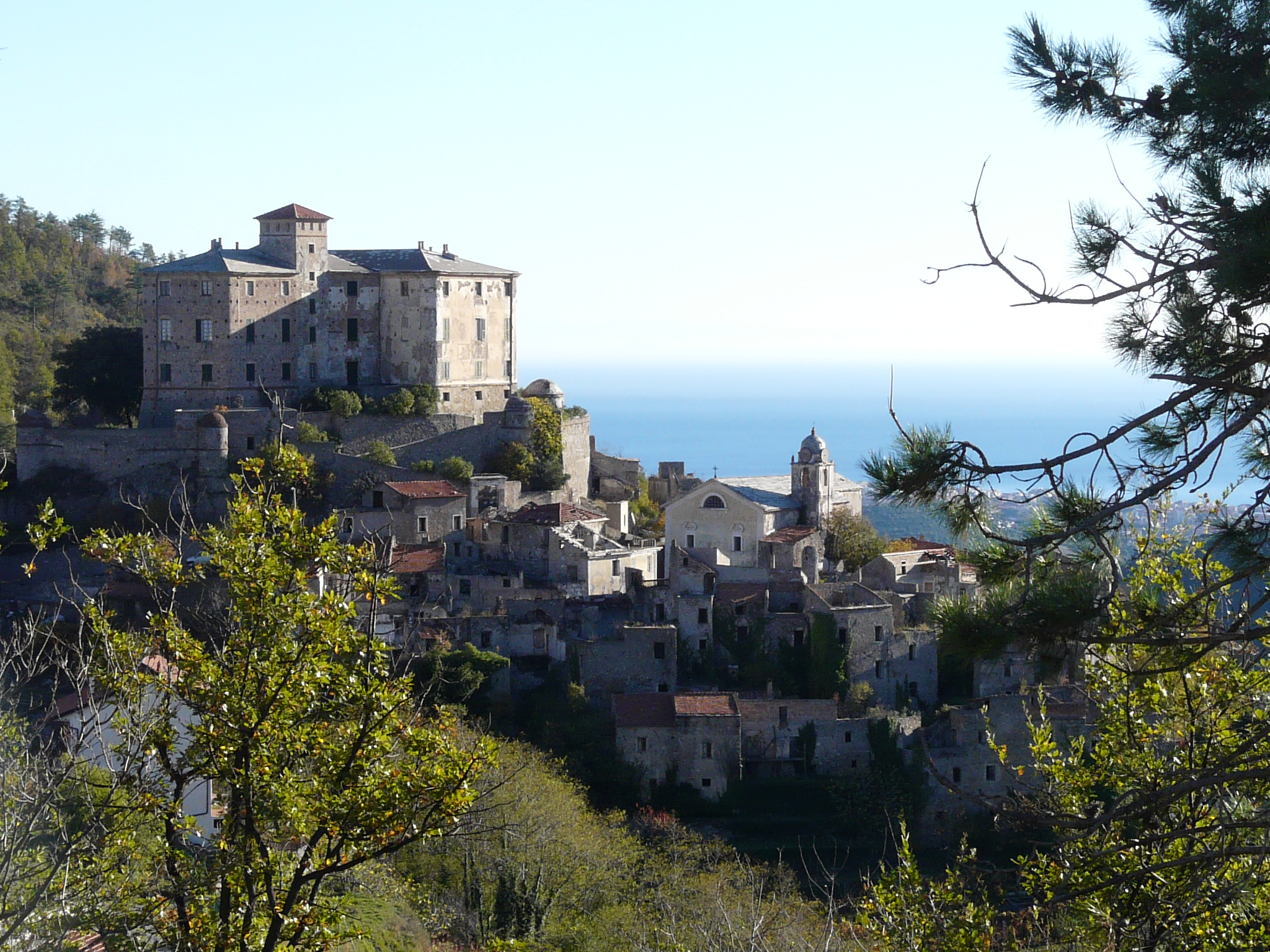
L'antico borgo abbandonato di Balestrino usato come location per il Villaggio di Capricorno

Il film è prodotto dalla New Line Cinema, che aveva ottenuto un grande successo con la trilogia de Il Signore degli Anelli. L'idea di una riduzione cinematografica del suo romanzo piacque subito a Cornelia Funke, ma per diversi motivi la produzione avanzò molto lentamente.
L'uscita del film negli Stati Uniti era stata originariamente fissata per il Natale 2007, prima di essere rimandata al 19 marzo 2008. Lo sciopero degli sceneggiatori che ha bloccato Hollywood all'inizio del 2008 ha poi fatto slittare l'uscita della pellicola fino al 23 gennaio 2009.
Brendan Fraser è stato scelto per il ruolo di Mortimer su insistenza della stessa Cornelia Funke, che aveva pensato a lui sin dal primo momento. Inizialmente la produzione avrebbe preferito un nome di maggior richiamo, ma alla fine decise di accontentare l'autrice. Nel 2006 Helen Mirren fu inserita nel cast del film, nel ruolo della prozia di Meggie, Elinor Loredan. Lo stesso anno viene confermato anche Paul Bettany, nel ruolo del mangiafuoco Dita di Polvere. Il malvagio Capricorno è invece interpretato da Andy Serkis, che nella trilogia di Peter Jackson aveva interpretato il personaggio di Gollum.
Il budget del film è stato di circa 60 milioni di dollari.

### Luoghi delle riprese
La pellicola è stata quasi totalmente girata in Italia nella zona del Ponente Ligure, soprattutto in Provincia di Savona. In particolare le città interessate dalle riprese sono state: principalmente Laigueglia, Albenga, Balestrino e Alassio, a Realdo, in alta Valle Argentina, e a Fanghetto, comune di Olivetta San Michele nella Provincia di Imperia, nonché alcune località di montagna come Entracque, in provincia di Cuneo, trasformate per l'occasione in splendidi paesaggi innevati artificialmente.

## Distribuzione
La data d'uscita italiana era prevista per il 9 gennaio 2009, ma è stata poi rinviata al 20 febbraio 2009.
Dal film è stato tratto un videogioco per Nintendo DS. Il titolo ha ricevuto prevalentemente recensioni negative.

### Incassi
Inizialmente annunciati, i sequel del film, tratti dai due romanzi successivi, Inkspell (Veleno d'inchiostro) e Inkdeath (Alba d'inchiostro), sono stati messi in stand-by, per poi essere abbandonato subito dopo, visto il non soddisfacente risultato ottenuto al botteghino. Nel primo mese di programmazione nelle sale statunitensi, infatti, il film ha incassato 14 825 000 di dollari. I guadagni totali netti del film sono stati pari a circa 62,8 milioni di dollari.